# Rio Duratón
O rio Duratón é um rio de Espanha, afluente da margem esquerda do rio Douro onde desagua perto da cidade espanhola de Peñafiel. Banha as províncias de Madrid, Segovia e Valladolid, corre ao longo de 106 km e tem uma bacia hidrográfica de 1487 km².

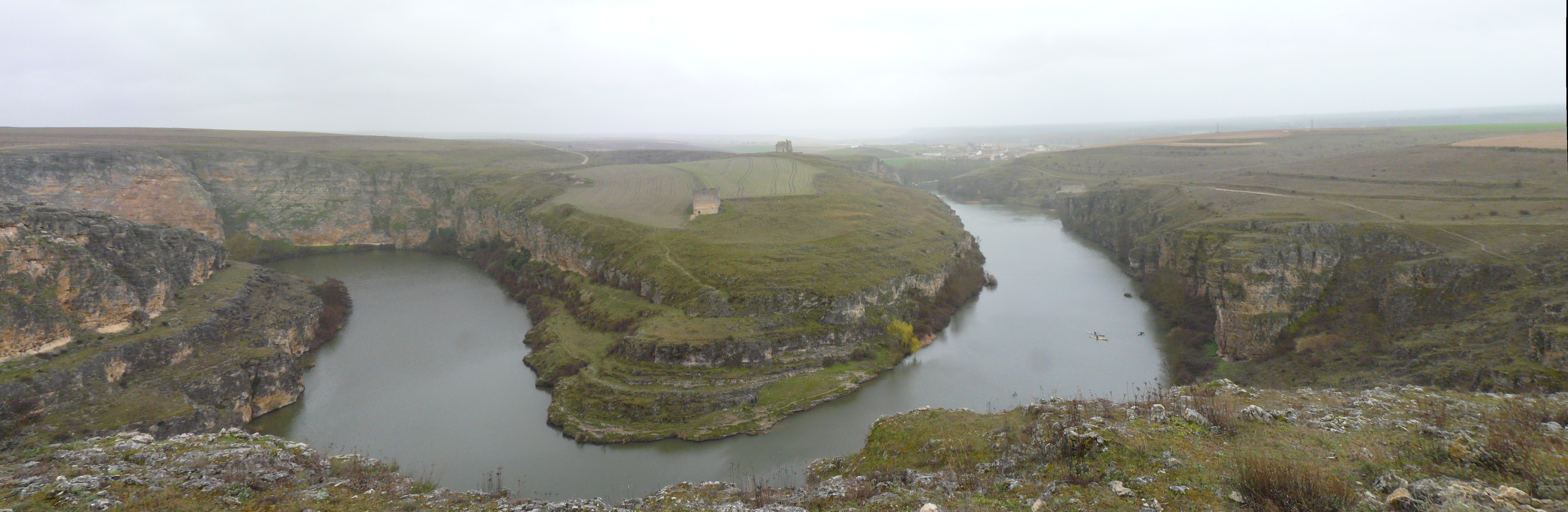
Meandro do Duratón perto de San Miguel de Bernuy.